# UFC Fight Night: Santos vs. Anders
UFC Fight Night: Santos vs. Anders (conosciuto anche come UFC Fight Night 137) è stato un evento di arti marziali miste tenuto dalla Ultimate Fighting Championship il 22 settembre 2018 al Ginásio do Ibirapuera di San Paolo, in Brasile.

## Risultati
|                                   | Divisione             |                           |                 |                   | Metodo                                      | Round           | Tempo           | Premio          |
| Card Principale                   | Card Principale       | Card Principale           | Card Principale | Card Principale   | Card Principale                             | Card Principale | Card Principale | Card Principale |
| --------------------------------- | --------------------- | ------------------------- | --------------- | ----------------- | ------------------------------------------- | --------------- | --------------- | --------------- |
|                                   | Pesi mediomassimi     | Thiago Santos de Lima     | batte           | Eryk Anders       | KO tecnico (ritiro)                         | 3               | 5:00            | FOTN            |
|                                   | Pesi welter           | Alex Oliveira             | batte           | Carlo Pedersoli   | KO tecnico (pugni)                          | 1               | 0:39            |                 |
|                                   | Pesi mediomassimi     | Antônio Rogério Nogueira  | batte           | Sam Alvey         | KO (pugni)                                  | 2               | 1:00            | POTN            |
|                                   | Catchweight (64,3 kg) | Andre Ewell               | batte           | Renan Barão       | Decisione non unanime (29-28, 29-28, 28-29) | 3               | 5:00            |                 |
|                                   | Pesi paglia femminili | Randa Markos              | contro          | Marina Rodriguez  | Parità di maggioranza (28-28, 28-29, 28-28) | 3               | 5:00            |                 |
| Card Preliminare (Fox Sports 2)   |                       |                           |                 |                   |                                             |                 |                 |                 |
|                                   | Pesi leggeri          | Charles Oliveira          | batte           | Christos Giagos   | Sottomissione (rear-naked choke)            | 2               | 3:22            | POTN            |
|                                   | Pesi leggeri          | Francisco Trinaldo        | batte           | Evan Dunham       | KO tecnico (ginocchiata al corpo)           | 2               | 4:10            |                 |
|                                   | Pesi mediomassimi     | Ryan Spann                | batte           | Luis Henrique     | Decisione unanime (30-27, 30-27, 29-28)     | 3               | 5:00            |                 |
|                                   | Pesi massimi          | Augusto Sakai             | batte           | Chase Sherman     | KO tecnico (pugni)                          | 3               | 4:03            |                 |
| Card Preliminare (UFC Fight Pass) |                       |                           |                 |                   |                                             |                 |                 |                 |
|                                   | Pesi welter           | Sérgio Moraes             | batte           | Ben Saunders      | Sottomissione (triangolo di braccio)        | 2               | 4:42            |                 |
|                                   | Pesi mosca femminili  | Mayra Bueno Silva         | batte           | Gillian Robertson | Sottomissione (armbar)                      | 1               | 4:55            |                 |
|                                   | Pesi medi             | Thales Leites             | batte           | Hector Lombard    | Decisione unanime (29-28, 29-28, 29-28)     | 3               | 5:00            |                 |
|                                   | Pesi welter           | Elizeu Zaleski dos Santos | batte           | Luigi Vendramini  | KO (ginocchiata al volo e pugni)            | 2               | 1:20            |                 |
|                                   | Pesi paglia femminili | Lívia Renata Souza        | batte           | Alex Chambers     | Sottomissione (ghigliottina)                | 1               | 1:21            |                 |

## Premi
I lottatori premiati ricevettero un bonus di 50.000 dollari.
Legenda:
- FOTN: Fight of the Night (vengono premiati entrambi gli atleti per il miglior incontro dell'evento)
- POTN: Performance of the Night (viene premiato il vincitore per la migliore performance dell'evento)